# Liste de jeux Naomi
Cet article répertorie la liste de jeux Naomi. Y sont inclus les jeux cartouche Naomi,,,, les jeux Naomi GD-ROM,,,, les jeux Naomi Multiboard, et les jeux Naomi Satellite Terminal,.

## Liste des jeux
| Titre                                                        | Développeur               | Éditeur | Système                  | Genre | Date |
| ------------------------------------------------------------ | ------------------------- | ------- | ------------------------ | ----- | ---- |
| 18 Wheeler                                                   | Sega-AM2                  | Sega    | Naomi                    |       | 2000 |
| 18 Wheeler Deluxe                                            | Sega-AM2                  | Sega    | Naomi                    |       | 2000 |
| Airline Pilots                                               | Sega-AM1                  | Sega    | Naomi                    |       | 1999 |
| Airline Pilots                                               | Sega-AM1                  | Sega    | Naomi Multiboard         |       | 1999 |
| Akatsuki Blitzkampf Ausf. Achse                              | Subtle Style              | Sega    | Naomi                    |       | 2008 |
| Alien Front Online                                           | Sega-AM1                  | Sega    | Naomi GD-ROM             |       | 2001 |
| Azumanga Daioh Puzzle Bobble                                 | Mediaworks / Taito        | Sega    | Naomi GD-ROM             |       | 2002 |
| Boat Race Ocean Heats                                        | Sega Mechatro             | Sega    | Naomi                    |       | 2000 |
| Border Down                                                  | G.Rev                     | Sega    | Naomi GD-ROM             |       | 2003 |
| Cannon Spike                                                 | Psikyo                    | Sega    | Naomi                    |       | 2000 |
| Capcom vs. SNK 2: Millionaire Fighting 2001                  | Capcom                    | Sega    | Naomi GD-ROM             |       | 2001 |
| Capcom vs. SNK: Millennium Fight 2000                        | Capcom                    | Sega    | Naomi                    |       | 2000 |
| Capcom vs. SNK: Millennium Fight 2000 Pro                    | Capcom                    | Sega    | Naomi GD-ROM             |       | 2000 |
| Chaos Field                                                  | Able / Milestone          | Sega    | Naomi GD-ROM             |       | 2004 |
| Charge'n Blast                                               | CRI                       | Sega    | Naomi                    |       | 1999 |
| Cleopatra Fortune Plus                                       | Altron / Taito            | Sega    | Naomi GD-ROM             |       | 2001 |
| Confidential Mission                                         | Hitmaker                  | Sega    | Naomi GD-ROM             |       | 2000 |
| Cosmic Smash                                                 | Sega Rosso                | Sega    | Naomi                    |       | 2001 |
| Crackin' DJ                                                  | Hitmaker                  | Sega    | Naomi                    |       | 2000 |
| Crackin' DJ 2                                                | Hitmaker                  | Sega    | Naomi                    |       | 2001 |
| Crackin' DJ 2                                                | Hitmaker                  | Sega    | Naomi GD-ROM             |       | 2001 |
| Crazy Taxi                                                   | Hitmaker                  | Sega    | Naomi                    |       | 1999 |
| Cyber Troopers: Virtual On Oratorio Tangram M.S.B.S.Ver.5.66 | Sega-AM3                  | Sega    | Naomi                    |       | 2000 |
| Dead or Alive 2                                              | Tecmo                     | Sega    | Naomi                    |       | 1999 |
| Dead or Alive 2 Millennium                                   | Tecmo                     | Sega    | Naomi                    |       | 2000 |
| Death Crimson OX                                             | École                     | Sega    | Naomi                    |       | 2000 |
| Dengen Tenshi Taisen Janshi Shangri-la                       | Marvelous Ent.            | Sega    | Naomi                    |       | 1999 |
| Derby Owners Club                                            | Hitmaker                  | Sega    | Naomi Satellite Terminal |       | 2000 |
| Derby Owners Club 2                                          | Hitmaker                  | Sega    | Naomi Satellite Terminal |       | 2001 |
| Derby Owners Club 2 Ver.2                                    | Hitmaker                  | Sega    | Naomi Satellite Terminal |       | 2000 |
| Derby Owners Club 2 Ver.2.1                                  | Hitmaker                  | Sega    | Naomi Satellite Terminal |       | 2000 |
| Derby Owners Club 2000                                       | Hitmaker                  | Sega    | Naomi Satellite Terminal |       | 2000 |
| Derby Owners Club World Edition                              | Hitmaker                  | Sega    | Naomi Satellite Terminal |       | 2002 |
| Dinosaur King                                                | Sega                      | Sega    | Naomi System SP          |       | 2005 |
| Dinosaur King: Operation: Dinosaur Rescue                    | Sega                      | Sega    | Naomi System SP          |       | 2006 |
| Dinosaur King: D-Team VS. the Alpha Fortress                 | Sega                      | Sega    | Naomi System SP          |       | 2008 |
| Disney Magical Dance                                         | Disney / Sega             | Sega    | Naomi                    |       | 2008 |
| Dog Walking                                                  | Sega                      | Sega    | Naomi                    |       | 2001 |
| Doki Doki Idol Star Seeker                                   | G.rev                     | Sega    | Naomi GD-ROM             |       | 2001 |
| Dragon Treasure                                              | Overworks                 | Sega    | Naomi GD-ROM             |       | 2003 |
| Dragon Treasure II                                           | Overworks                 | Sega    | Naomi GD-ROM             |       | 2004 |
| Dragon Treasure III                                          | Overworks                 | Sega    | Naomi GD-ROM             |       | 2005 |
| Dynamite Baseball                                            | Sega-AM1                  | Sega    | Naomi                    |       | 1998 |
| Dynamite Baseball '99                                        | Sega-AM1                  | Sega    | Naomi                    |       | 1998 |
| Dynamite Deka EX                                             | Sega                      | Sega    | Naomi                    |       | 2006 |
| Exzeal                                                       | Triangle Service          | Sega    | Naomi                    |       | 2007 |
| ExZeus                                                       | Hyper Devbox / Taito      | Sega    | Naomi GD-ROM             |       | 2005 |
| F1 World Grand Prix[réf. nécessaire]                         | Video System              | Sega    | Naomi                    |       | 1998 |
| F355 Challenge                                               | Sega-AM2                  | Sega    | Naomi Multiboard         |       | 1999 |
| F355 Challenge 2: International Course Edition               | Sega-AM2                  | Sega    | Naomi Multiboard         |       | 2001 |
| F355 Challenge 2: International Course Edition Twin          | Sega AM2                  | Sega    | Naomi                    |       | 2001 |
| F355 Challenge Twin                                          | Sega AM2                  | Sega    | Naomi                    |       | 1999 |
| Fish Live                                                    | Sega                      | Sega    | Naomi                    |       | 2000 |
| Get Bass 2                                                   | Wow Entertainment         | Sega    | Naomi GD-ROM             |       | 2001 |
| Giant Gram: All Japan Pro Wrestling 2                        | Sega AM1/Scarab           | Sega    | Naomi                    |       | 1999 |
| Giant Gram 2000: All Japan Pro Wrestling 3                   | Sega AM1/Scarab           | Sega    | Naomi                    |       | 2000 |
| GigaWing 2                                                   | Takumi / Capcom           | Sega    | Naomi                    |       | 2000 |
| Guilty Gear X                                                | Arc System Works          | Sega    | Naomi                    |       | 2000 |
| Guilty Gear XX #Reload                                       | Arc System Works / Sammy  | Sega    | Naomi GD-ROM             |       | 2003 |
| Guilty Gear XX Accent Core                                   | Arc System Works          | Sega    | Naomi GD-ROM             |       | 2006 |
| Guilty Gear XX Slash                                         | Arc System Works / Sammy  | Sega    | Naomi GD-ROM             |       | 2003 |
| Guilty Gear XX: The Midnight Carnival                        | Arc System Works / Sammy  | Sega    | Naomi GD-ROM             |       | 2002 |
| Gun Beat                                                     | Treasure                  | Sega    | Naomi                    |       | 1999 |
| Gun Survivor 2: Biohazard - Code: Veronica                   | Capcom / Namco            | Sega    | Naomi                    |       | 1999 |
| Heavy Metal: Geomatrix                                       | Capcom                    | Sega    | Naomi                    |       | 2001 |
| Idol Janshi Suchie-Pai 3                                     | Jaleco Psikyo Capcom      | Sega    | Naomi                    |       | 1999 |
| Ikaruga                                                      | G.rev / Treasure          | Sega    | Naomi GD-ROM             |       | 2001 |
| Illmatic Envelope                                            | Milestone                 | Sega    | Naomi                    |       | 2008 |
| Inu No Osanpo                                                | Wow Entertainment         | Sega    | Naomi                    |       | 2001 |
| Jambo! Safari                                                | Hitmaker                  | Sega    | Naomi                    |       | 1999 |
| Jingi Storm: The Arcade                                      | Atrativa Japan            | Sega    | Naomi GD-ROM             |       | 2005 |
| Karous                                                       | Milestone                 | Sega    | Naomi GD-ROM             |       | 2006 |
| Kuru Kuru Chameleon                                          | Able                      | Sega    | Naomi GD-ROM             |       | 2006 |
| KyoryuKing                                                   | Sega                      | Sega    | Naomi GD-ROM             |       | 2005 |
| La Keyboard XYU                                              | Sega Rosso                | Sega    | Naomi GD-ROM             |       | 2001 |
| Lupin 3: The Shooting                                        | Wow Entertainment         | Sega    | Naomi GD-ROM             |       | 2001 |
| Lupin: The Typing                                            | Wow Entertainment         | Sega    | Naomi GD-ROM             |       | 2002 |
| Manic Panic Ghosts                                           | Sega                      | Sega    | Naomi                    |       | 2007 |
| Mamoru-kun wa Norowarete Shimatta!                           | G.rev / Gulti             | Sega    | Naomi                    |       | 2008 |
| Marvel vs. Capcom 2: New Age of Heroes                       | Capcom                    | Sega    | Naomi                    |       | 2000 |
| Mayjinsen                                                    | Seta                      | Sega    | Naomi                    |       | 1999 |
| Mazan: Flash Of The Blade                                    | Namco                     | Sega    | Naomi                    |       | 2002 |
| Melty Blood: Act Cadenza Ver. A                              | Type-Moon / École         | Sega    | Naomi GD-ROM             |       | 2005 |
| Melty Blood: Act Cadenza Version B                           | Type-Moon / École         | Sega    | Naomi GD-ROM             |       | 2006 |
| Melty Blood: Act Cadenza Version B2                          | Type-Moon / École         | Sega    | Naomi GD-ROM             |       | 2007 |
| Melty Blood Actress Again                                    | École / Type-Moon         | Sega    | Naomi                    |       | 2008 |
| MJ                                                           | Sega                      | Sega    | Naomi Satellite Terminal |       | 2003 |
| Mobile Suit Gundam: Federation vs. Zeon                      | Capcom / Bandai           | Sega    | Naomi GD-ROM             |       | 2001 |
| Mobile Suit Gundam: Federation vs. Zeon DX                   | Capcom / Bandai           | Sega    | Naomi GD-ROM             |       | 2001 |
| Burning Casino                                               | Altron                    | Sega    | Naomi GD-ROM             |       | 2002 |
| Monkey Ball                                                  | Sega                      | Sega    | Naomi GD-ROM             |       | 2001 |
| Musapey No Choco Marker                                      | Compile                   | Sega    | Naomi GD-ROM             |       | 2002 |
| MushiKing II                                                 | Sega                      | Sega    | Naomi                    |       | 2004 |
| MushiKing III                                                | Sega                      | Sega    | Naomi                    |       | 2005 |
| MushiKing IV                                                 | Sega                      | Sega    | Naomi                    |       | 2006 |
| MushiKing V                                                  | Sega                      | Sega    | Naomi                    |       | 2007 |
| MushiKing: The Battle of the Beetles                         | Sega                      | Sega    | Naomi                    |       | 2003 |
| Ninja Assault                                                | Wow Entertainment / Namco | Sega    | Naomi                    |       | 2001 |
| Noukone Puzzle Takoron                                       | Compile                   | Sega    | Naomi GD-ROM             |       | 2006 |
| Fashionable Witch Love and Berry                             | Sega                      | Sega    | Naomi                    |       | 2005 |
| Out Triggers                                                 | Sega AM2                  | Sega    | Naomi                    |       | 1999 |
| Pochinya                                                     | Compile                   | Sega    | Naomi GD-ROM             |       | 2002 |
| Pocket Shooting                                              | Psikyo                    | Sega    | Naomi                    |       | 1999 |
| Power Stone                                                  | Capcom                    | Sega    | Naomi                    |       | 1999 |
| Power Stone 2                                                | Capcom                    | Sega    | Naomi                    |       | 2000 |
| Project Cerberus                                             | Hobibox                   | Sega    | Naomi GD-ROM             |       | 2009 |
| Project Justice: Rival Schools 2                             | Capcom                    | Sega    | Naomi                    |       | 2000 |
| Psyvariar 2                                                  | Skonec Entertainment      | Sega    | Naomi GD-ROM             |       | 2003 |
| Puyo Puyo Da!                                                | Compile / Sega            | Sega    | Naomi                    |       | 1999 |
| Puyo Puyo Fever                                              | Sonic Team                | Sega    | Naomi                    |       | 2003 |
| Puzzle Kurutto Stone                                         | Sega                      | Sega    | Naomi                    |       | 1999 |
| Quiz Ah My Goddess!                                          | Sega-AM1                  | Sega    | Naomi                    |       | 2000 |
| Quiz Keitai Q mode                                           | Amedio                    | Sega    | Naomi GD-ROM             |       | 2002 |
| Radilgy                                                      | Milestone                 | Sega    | Naomi GD-ROM             |       | 2005 |
| Ring Out 4x4                                                 | Sega                      | Sega    | Naomi                    |       | 1999 |
| Samba de Amigo                                               | Sonic Team                | Sega    | Naomi                    |       | 1999 |
| Samba de Amigo ver.2000                                      | Sonic Team                | Sega    | Naomi                    |       | 2000 |
| Sega Marine Fishing                                          | Sega-AM1                  | Sega    | Naomi                    |       | 1999 |
| Sega Strike Fighter                                          | Sega-AM1                  | Sega    | Naomi Multiboard         |       | 2000 |
| Sega Strike Fighter                                          | Sega-AM1                  | Sega    | Naomi                    |       | 2000 |
| Sega Tetris                                                  | Sega-AM1                  | Sega    | Naomi                    |       | 1999 |
| Senko no Ronde                                               | G.Rev                     | Sega    | Naomi GD-ROM             |       | 2005 |
| Senko no Ronde New Version                                   | G.Rev                     | Sega    | Naomi GD-ROM             |       | 2005 |
| Senko No Ronde SP                                            | G.Rev                     | Sega    | Naomi GD-ROM             |       | 2006 |
| Shakka to Tambourine                                         | Sega                      | Sega    | Naomi GD-ROM             |       | 2000 |
| Shakka to Tambourine 2001                                    | Sega                      | Sega    | Naomi GD-ROM             |       | 2001 |
| Shakka to Tambourine 2001 Power Up!                          | Sega                      | Sega    | Naomi GD-ROM             |       | 2001 |
| The Castle of Shikigami II                                   | Alfa System               | Sega    | Naomi GD-ROM             |       | 2003 |
| Shin Nihon Pro Wrestling Toukon Retsuden 4 Arcade Edition    | Wow Entertainment / Namco | Sega    | Naomi                    |       | 1999 |
| Shootout Pool                                                | Sega                      | Sega    | Naomi GD-ROM             |       | 2002 |
| Shootout Pool Prize                                          | Sega                      | Sega    | Naomi GD-ROM             |       | 2003 |
| Sky Champ                                                    | Sega                      | Sega    | Naomi                    |       |      |
| Slash Out                                                    | Sega-AM4                  | Sega    | Naomi                    |       | 2000 |
| Spawn: In the Demon's Hand                                   | Capcom                    | Sega    | Naomi                    |       | 1999 |
| Spikers Battle                                               | Sega-AM4                  | Sega    | Naomi GD-ROM             |       | 2001 |
| Sports Jam                                                   | Sega-AM1                  | Sega    | Naomi GD-ROM             |       | 2001 |
| Star Horse                                                   | Sega Mechatro             | Sega    | Naomi                    |       | 2000 |
| Star Horse 2001                                              | Sega Mechatro             | Sega    | Naomi                    |       | 2001 |
| Star Horse 2002                                              | Sega Mechatro             | Sega    | Naomi                    |       | 2002 |
| Street Fighter Zero 3 Upper                                  | Capcom                    | Sega    | Naomi GD-ROM             |       | 2001 |
| Super Shanghai 2005                                          | Starfish                  | Sega    | Naomi GD-ROM             |       | 2005 |
| Tetris Kiwamemichi                                           | Success                   | Sega    | Naomi GD-ROM             |       | 2003 |
| The House of the Dead 2                                      | Sega-AM2                  | Sega    | Naomi                    |       | 1998 |
| The Maze Of The Kings                                        | Sega                      | Sega    | Naomi GD-ROM             |       | 2002 |
| The Quiz Show                                                | Sega                      | Sega    | Naomi Satellite Terminal |       | 2004 |
| The Typing of the Dead                                       | Smilebit                  | Sega    | Naomi                    |       | 1999 |
| Tokyo Bus Tour                                               | Sega                      | Sega    | Naomi                    |       | 2000 |
| Touch De Uno!                                                | Hitmaker                  | Sega    | Naomi                    |       | 1999 |
| Touch De Uno! 2                                              | Hitmaker                  | Sega    | Naomi                    |       | 2000 |
| Touch De Zunou                                               | Hitmaker                  | Sega    | Naomi GD-ROM             |       | 2006 |
| Toy Fighter                                                  | Anchor                    | Sega    | Naomi                    |       | 1999 |
| Trigger Heart Exelica                                        | Warashi                   | Sega    | Naomi GD-ROM             |       | 2006 |
| Trizeal                                                      | Triangle                  | Sega    | Naomi GD-ROM             |       | 2005 |
| Under Defeat                                                 | G.Rev                     | Sega    | Naomi GD-ROM             |       | 2005 |
| Usagui YM-HEN                                                | Warashi                   | Sega    | Naomi GD-ROM             |       | 2003 |
| Virtua Athletics                                             | Hitmaker                  | Sega    | Naomi GD-ROM             |       | 2002 |
| Virtua Golf                                                  | Wow Entertainment         | Sega    | Naomi GD-ROM             |       | 2001 |
| Virtua NBA                                                   | Sega AM4                  | Sega    | Naomi                    |       | 2000 |
| Virtua Striker 2 Ver.2000                                    | Sega-AM4                  | Sega    | Naomi                    |       | 2000 |
| Virtua Tennis                                                | Sega-AM3                  | Sega    | Naomi                    |       | 1999 |
| Virtua Tennis                                                | Hitmaker                  | Sega    | Naomi GD-ROM             |       | 1999 |
| Virtua Tennis 2                                              | Hitmaker                  | Sega    | Naomi                    |       | 2001 |
| Virtua Tennis 2                                              | Hitmaker                  | Sega    | Naomi GD-ROM             |       | 2001 |
| Wave Runners GP                                              | CRI                       | Sega    | Naomi                    |       | 2001 |
| World Kicks                                                  | Namco                     | Sega    | Naomi                    |       | 2001 |
| World Series '99                                             | Sega                      | Sega    | Naomi                    |       | 1999 |
| World Series Baseball (Super Major League)                   | Sega-AM1                  | Sega    | Naomi GD-ROM             |       | 2001 |
| WWF Royal Rumble                                             | Sega                      | Sega    | Naomi                    |       | 2000 |
| Zero Gunner 2                                                | Psikyo                    | Sega    | Naomi                    |       | 2001 |
| Zombie Revenge                                               | Sega-AM1                  | Sega    | Naomi                    |       | 1999 |
| Zooo                                                         | Taito                     | Sega    | Naomi GD-ROM             |       | 2004 |

## Liste des jeux annulés
| Titre                   | Développeur | Éditeur | Système      | Genre | Date |
| ----------------------- | ----------- | ------- | ------------ | ----- | ---- |
| Sega Buggy              | Sega-AM2    |         | Naomi        |       |      |
| Puzzle Kurutto Stone    | Sega        |         | Naomi        |       |      |
| Gun Beat                | Treasure    |         | Naomi        |       |      |
| Formation Battle In May | Seta        |         | Naomi        |       |      |
| Pocket Shooting         | Psikyo      |         | Naomi        |       |      |
| Sky Champ               |             |         | Naomi        |       |      |
| Pochy & Nyaa            | Compile     | Taito   | Naomi GD-ROM |       |      |
| Rabbit 2                | Aorn        | Taito   | Naomi GD-ROM |       | 2003 |
| Sonic Shuffle           | Sonic Team  | Sega    | Naomi GD-ROM |       |      |